# 稲川直衛
稲川 直衛（いながわ なおえ、1886年（明治19年）12月27日 - 1949年（昭和24年）3月28日）は、大日本帝国陸軍軍人。最終階級は陸軍少将。

## 経歴
1886年（明治19年）に新潟県で生まれた。陸軍士官学校第19期卒業。1930年（昭和10年）5月に歩兵第78連隊国境守備隊長に就任し、1936年（昭和11年）8月1日に陸軍歩兵大佐進級と同時に高知連隊区司令官に着任。1939年（昭和14年）3月9日に留守第11師団司令部附となり、8月1日に陸軍少将に進級した。
1940年（昭和15年）3月に独立混成第7旅団長に就任した。1941年（昭和16年）3月1日に北部軍司令部附となり、4月28日に待命、4月30日に予備役に編入された。その後召集され第11軍司令部附を経て、1944年（昭和19年）4月11日に西部軍司令部附となり、7月14日に第42警備司令官に就任した。1945年（昭和20年）2月22日に光州師管区兵務部長に転じ、3月31日に旭川師管区兵務部長に就任した。
1947年（昭和22年）11月28日、公職追放仮指定を受けた。

## 栄典
勲章等
- 1940年（昭和15年）8月15日 - 紀元二千六百年祝典記念章[6]